# Espírito-guia
Espírito guia ou mentor espiritual é, segundo a doutrina espírita, um espírito encarregado de acompanhar o homem, orientando-o e auxiliando-o durante sua vida. Trata-se, segundo os espíritas, do anjo da guarda presente na tradição.
É Espírito controlador. Espírito que, em missão junto a um médium, responsabiliza-se espiritualmente pelos destinos das produções mediúnicas do mesmo, ordenando um uso disciplinado e seguro para um rendimento maior dos trabalhos. Um Espírito-Guia deseja sempre o bem do médium e procura orientá-lo de modo que cumpra a sua missão da melhor maneira possível. (Dicionário de Filosofia Espírita, L. Palhano Jr.)

## Guias na Umbanda
Os guias da Umbanda são espíritos de antepassados, invocados nos cultos coletivos, que às vezes incorporam nas pessoas involuntariamente. Não há um número definitivo de guias, mas eles obedecem à categorias que preservam certas características de personalidade.
Na Umbanda, ao contrário do Candomblé, não se incorporam os Orixás, mas sim seus falangeiros, possíveis de serem incorporados pelos médiuns e neles exercem influência em seus corpos e mentes, através da psicofonia. O Orixá Exu é diferente do Povo de Rua, conhecidos também como Guardiões de Umbanda, pois o Orixá Exu, ao contrário dos Guardiões, não incorpora.
Os Guias trabalham em linhas de orixás, formando falanges de entidades afins, de mesma característica e roupagens.